# Gran Premio Città di Rio Saliceto e Correggio 2004
Il Gran Premio Città di Rio Saliceto e Correggio 2004, undicesima ed ultima edizione della corsa, si svolse il 17 luglio 2004 su un percorso di 165 km. La vittoria fu appannaggio del polacco Przemysław Niemiec, che completò il percorso in 3h55'05", precedendo gli italiani Paolo Tiralongo ed Eddy Ratti.

## Ordine d'arrivo (Top 10)
| Pos. | Corridore          | Squadra               | Tempo    |
| ---- | ------------------ | --------------------- | -------- |
| 1    | Przemysław Niemiec | Miche                 | 3h55'05" |
| 2    | Paolo Tiralongo    | Ceramiche Panaria     | a 12"    |
| 3    | Eddy Ratti         | Flanders-Afin.com     | a 21"    |
| 4    | Paul Crake         | Corratec Austria-Arbö | a 36"    |
| 5    | Pasquale Muto      | Miche                 | a 1'07"  |
| 6    | Massimo Iannetti   | Domina Vacanze        | a 1'16"  |
| 7    | Luca Solari        | Team Barloworld       | a 1'38"  |
| 8    | Luca Mazzanti      | Ceramiche Panaria     | s.t.     |
| 9    | Oscar Pozzi        | Tenax                 | s.t.     |
| 10   | Andrea Masciarelli | Vini Caldirola        | s.t.     |